# Cibalung (Cijeruk)
Cibalung is een bestuurslaag in het regentschap Bogor van de provincie West-Java, Indonesië. Cibalung telt 8217 inwoners (volkstelling 2010).